# The Triumph of Steel
The Triumph of Steel är det amerikanska heavy metal/power metal-bandet Manowars sjunde studioalbum, utgivet 1992 av skivbolaget Atlantic Records. Albumet tog sig till 8:e platsen på den tyska topplistan utan varken någon utgiven singel eller video. Efterfrågan var så stor att man blev tvungen att tillverka fler exemplar. Låten "Achilles, Agony och Ecstasy in Eight Parts" är en återberättelse av Homeros Iliaden, med fokus på Akilles.

## Låtförteckning
1. "Achilles, Agony and Ecstasy in Eight Parts" – 28:38
  - Prelude
  - I. Hector Storms the Wall
  - II. The Death of Patroclus
  - III. Funeral March
  - IV. Armor of the Gods
  - V. Hector's Final Hour
  - VI. Death Hector's Reward
  - VII. The Desecration of Hector's Body
    - Part 1
    - Part 2

  - VIII. The Glory of Achilles
2. "Metal Warriors" – 3:54
3. "Ride the Dragon" – 4:33
4. "Spirit Horse of the Cherokee" – 6:02
5. "Burning" – 5:10
6. "The Power of Thy Sword" – 7:51
7. "The Demon's Whip" – 7:50
8. "Master of the Wind" – 5:26

Text & musik: Joey DeMaio (spår 1, 2, 4, 6), Joey DeMaio/David Shankle (spår 3, 5, 7, 8)

## Medverkande
Manovar
- Eric Adams – sång
- David Shankle – elgitarr, akustisk gitarr
- Joey DeMaio – basgitarr (4-strängs, 8-strängs, piccolobas)
- Kenny Earl Edwards ("Rhino") – trummor, percussion

Produktion
- Manovar – producent
- John Pettigrass – producent
- Rich "The Man" Breen – ljudtekniker
- Howie "Iron" Weinberg – mastering
- Silvio "The Don" Bonvini – koordinering
- Larry Freemantle – omslagsdesign
- Ken Kelly – omslagskonst